# Jean de La Ville de Mirmont
Pour les articles homonymes, voir de la Ville de Mirmont et Laville.
Jean de La Ville de Mirmont (Yvon, Alexandre, Jean, pour l'état civil), né à Bordeaux le 2 décembre 1886 et mort pour la France le 28 ou 29 novembre 1914 à Verneuil sur le Chemin des Dames, est un poète et homme de lettres français. 

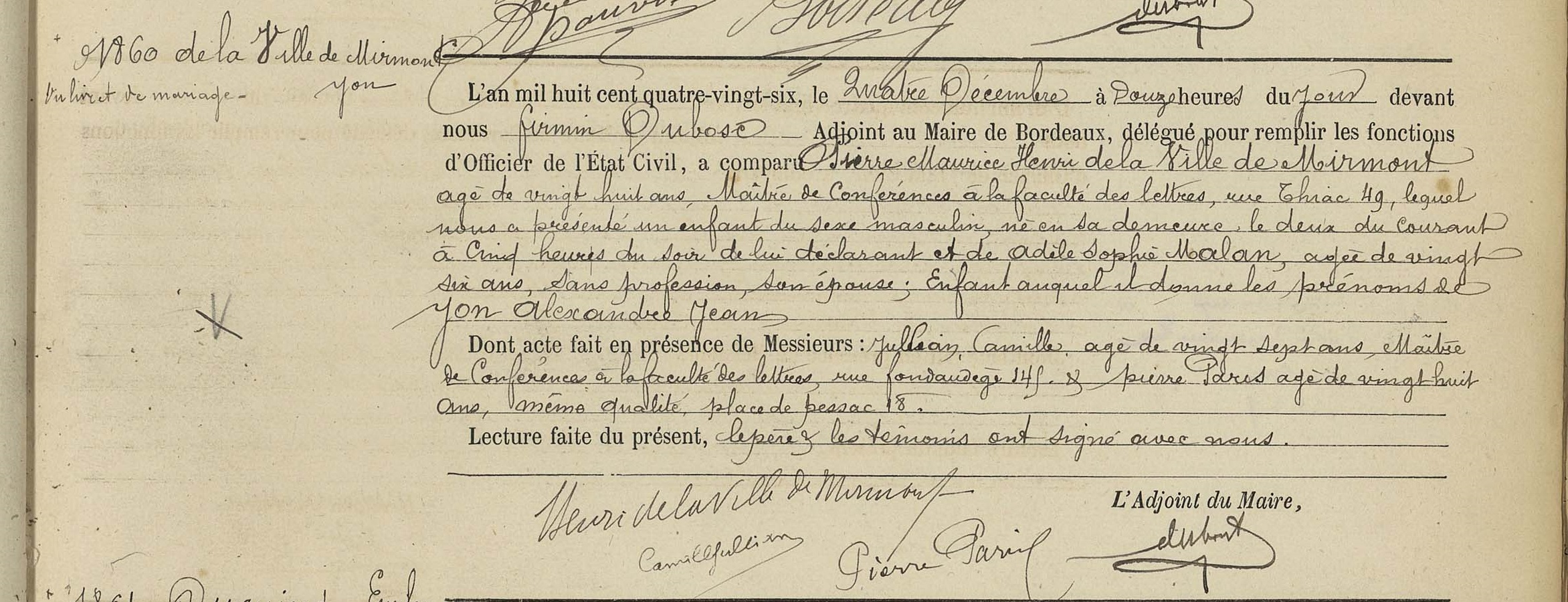
Acte de naissance de Jean de La Ville de Mirmont.

## Biographie

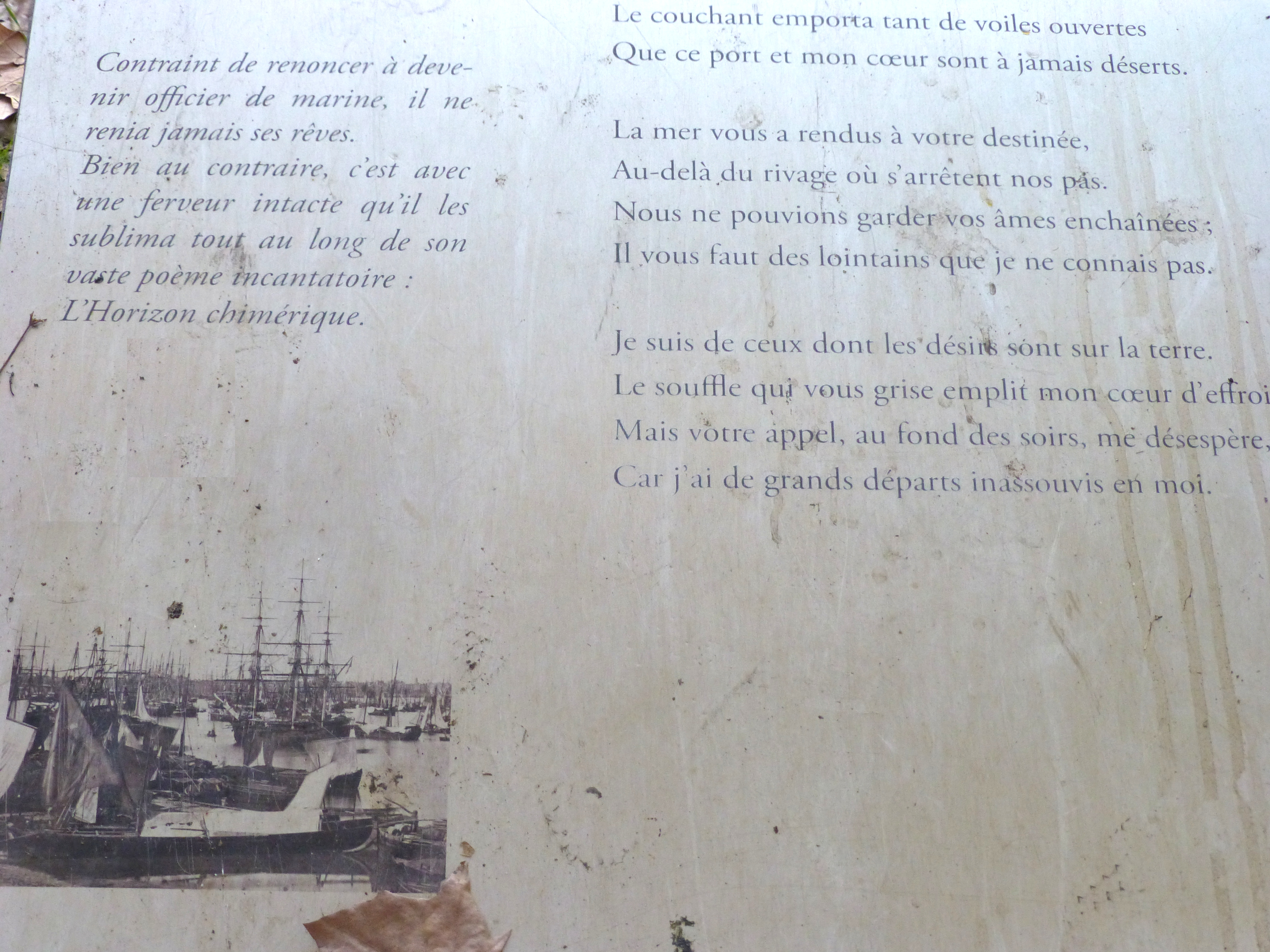
Plaque avec citation sur la rive droite de Bordeaux.

### Le jeune poète et le fonctionnaire
Jean de La Ville de Mirmont est né dans une famille protestante bordelaise. C’était le fils d'Henri de La Ville de Mirmont et de Sophie Malan, qui eurent six enfants. Son père, enseignant la littérature latine à la faculté des Lettres de Bordeaux reconnu pour ses traductions de Cicéron, fut conseiller municipal, adjoint au maire de Bordeaux.
En 1904, à 18 ans, Jean de La Ville entre à la Faculté des lettres de Bordeaux. Il en ressortira avec une licence. En 1906, il devance d'un an son appel sous les drapeaux. Il s'engage au 57e régiment d'infanterie. Il découvre qu'il a un goût prononcé pour la vie militaire. Deux ans plus tard, il est réformé pour raison de santé. 
En 1908, à 22 ans, Jean de La Ville monte à Paris ; il y prépare sans passion des concours administratifs.  À partir de 1909, il se lie d'amitié dans la capitale avec François Mauriac. Les deux jeunes hommes avaient suivi les mêmes cours à la Faculté de Bordeaux mais étaient restés à distance l'un de l'autre. Trente ans plus tard, dans son livre La rencontre avec Barrès, François Mauriac explique que, dans sa jeunesse, « deux Frances partout s'affrontaient », l'une de gauche, laïque, l'autre de droite (la sienne), catholique. Il constatait, sur les bancs de la Faculté, que Jean n'avait pas grandi dans la même France que lui. Mais Mauriac précise aussitôt dans son texte : « J'étais sensible à sa grâce, à cet air d'enfance qu'il avait gardé ; pourtant je n'osais aller au-delà des poignées de mains et des propos ordinaires. Paris devait nous réunir. » En effet, une franche amitié se noue entre les deux jeunes hommes, l'un et l'autre férus de littérature et s'adonnant à l'écriture. C'est Jean de La Ville qui inspire à François Mauriac le titre de son premier recueil de vers Les Mains jointes. « Grand jeune homme svelte et élégant, aux cheveux noirs, au teint mat », Jean de La Ville occupe un emploi de fonctionnaire à la préfecture de la Seine où il est chargé de l'assistance aux vieillards.
Entre 1912 et 1914, la vie parisienne de Jean de La Ville est doublée d'une intense créativité littéraire. Il écrit des poèmes et publie des contes dans des revues d'avant-guerre. Il rédige un court roman, Les dimanches de Jean Dézert, qu'il fait imprimer au début de 1914. Mais les événements, à l'approche de la guerre, vont l'amener à devoir cesser son activité littéraire.

### Le sergent à la guerre
Jean de La Ville de Mirmont écrit à ses parents, à la fin du mois de juillet 1914, qu'il est résolu à s'engager s'il ne peut pas rentrer dans la réserve avec son ancien grade. Il se présente devant les bureaux de recrutement. Dans un premier temps, il est refusé pour cause de vue trop basse et de trop grande maigreur. Début septembre, il est finalement mobilisé et il est rattaché, avec le grade de sergent, au 57e régiment d'infanterie de Libourne. Pendant les quelques jours où il est tenu de séjourner dans cette ville, sa mère vient lui rendre visite plusieurs fois. 
Le 26 septembre 1914, le régiment part vers le front dans des wagons à bestiaux. Dans cette période, Jean de La Ville tient un carnet de route. Dans le courant du mois d'octobre, sa compagnie est soumise à l'épreuve du feu. Mais Jean, fier de servir sa patrie, affiche dans les lettres qu'il envoie régulièrement à ses parents un excellent moral et une bonne santé. Il y fait part de sa transformation physique : il est « barbu comme un gorille » et se qualifie d'« être sauvage et rude (...), couvert de boue ». Jamais il ne se plaint, ce destin ayant pour lui un sens. Mais, à l'instar de tous les soldats qui l'entourent, l'idée de la mort, qu'il semble ne pas redouter, ne le quitte plus. Dans la toute dernière lettre à sa mère, il écrit : « Au fond, je suis le plus heureux de vous tous car, si je suis emporté, j'espère ne pas même m'en apercevoir. »
Quatre jours plus tard, le 28 novembre, il meurt, enseveli par un obus sur le Chemin des Dames. On retrouve sur lui un morceau de papier sur lequel il est écrit : « Si je meurs, faire dire à ma mère que ma dernière pensée aura été pour elle. » En 1920 son corps est exhumé puis rapatrié de l'Aisne par sa famille; il repose dans le caveau familial H.42 du cimetière protestant de la rue Judaïque à Bordeaux.

## Œuvres
Jean de La Ville de Mirmont est un poète post-romantique, influencé par Baudelaire et Laforgue, qui chante la mer et les vaisseaux, l'ennui du port désert de Bordeaux et ses « rêves de grands départs inassouvis ».
- Les Dimanches de Jean Dézert (1914), roman inspiré en partie par sa carrière de fonctionnaire à la préfecture de la Seine (réédition chez Quai Voltaire (édition) 1994, avec une préface de Dominique Joubert, à La Table Ronde ; en 1998, avec une préface de François Mauriac ; en 2011, avec une préface d'Arthur Bernard aux Éditions Cent Pages ; en 2019, avec la préface de François Mauriac, La Petite Vermillon).
- L'Horizon chimérique, recueil de poèmes publié à titre posthume par sa mère en 1920 avec une préface de François Mauriac ; le recueil comprend le célèbre « Vaisseaux, nous vous aurons aimés en pure perte », mis en musique par Gabriel Fauré (dans son cycle de mélodies pour une voix et piano sur 4 poèmes de L'Horizon chimérique, op. 118), et plus récemment par Julien Clerc (sur l'album Si j'étais elle)[13],[14]
- En 2006 les éditions Grasset ont reproduit en fac-similé ces deux œuvres suivies des Contes, dans la collection « Les Cahiers rouges »
- Œuvres complètes, Michel Suffran (éd.), éditions Champ Vallon, 1992
- Lettres de guerre, Éditions Cent Pages, Grenoble, 2014  (ISBN 978-2-9163-9044-4). Publication d'origine : Lettres de guerre de Jean de La Ville de Mirmont, Bordeaux, imprimerie Gounouilhou, 1917 (disponible à la BnF en version papier).